# Vrhpolje pri Šentvidu
Vrhpolje pri Šentvidu je naselje v Občini Ivančna Gorica.